# Lycorea pasinuntia
Lycorea pasinuntia är en fjärilsart som beskrevs av Stoll 1780. Lycorea pasinuntia ingår i släktet Lycorea och familjen praktfjärilar. Inga underarter finns listade i Catalogue of Life.

## Bildgalleri

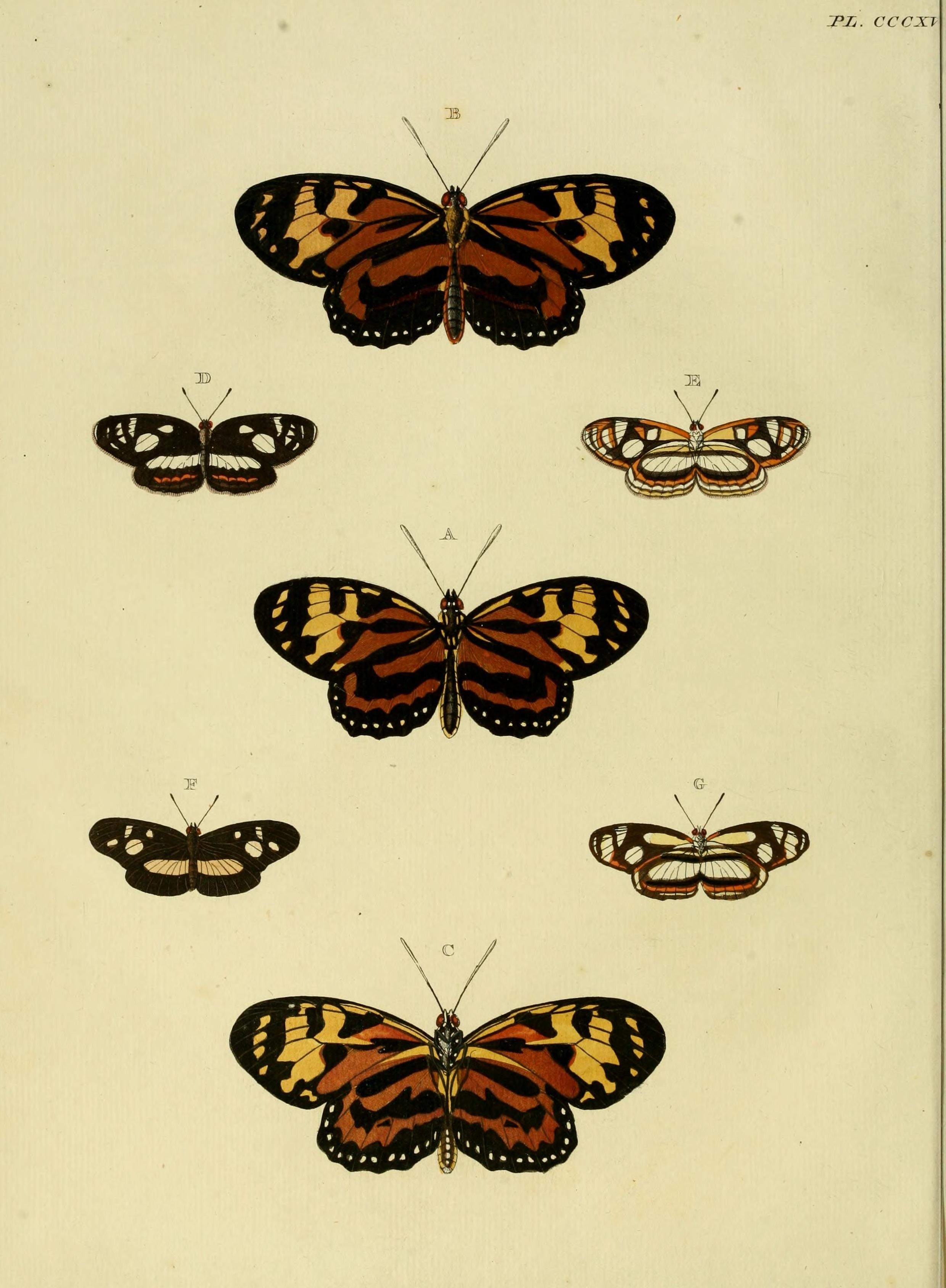